# Ida Cook
Pour les articles homonymes, voir Cook.
Ida Cook (née le 24 août 1904 à Sunderland, Angleterre - décédée le 22 décembre 1986) était une romancière britannique spécialisée dans les romans d'amour sous le nom de Mary Burchell, elle a également écrit sous le nom de James Keene avec Will Cook.
Ida Cook a été honorée Juste parmi les nations.

## Biographie
Ida Cook naît le 24 août 1904, trois ans après sa sœur Louise, née le 19 juin 1901. Leur famille déménage à Londres en 1906, puis à Alnwick en 1912, avant de retourner à Wandsworth en 1919. Les deux sœurs occupent des emplois de bureau, agrémentée de la passion pour l’opéra qu’elles se découvrent au début des années 1920. Elles se rendent ainsi à New York en 1926 pour voir se produire Amelita Galli-Curci ; Ida et Louise assistent aux prestations de Rosa Ponselle (en 1929) et de Viorica Ursuleac (en 1934) à Covent Garden.
Au cours d’un voyage à Salzbourg avec Ursuleac en 1934, la chanteuse leur demande de veiller sur Mitia Mayer-Lismann, une des responsables du festival de Salzbourg, lors d’un futur séjour à Londres ; elles prennent alors conscience que Mayer-Lismann est juive, et donc mise en danger par la montée du régime nazi en Allemagne et en Autriche. À cette époque, Ida écrit quelques articles dans des magazines de mode, puis commence à écrire des romans d’amour sous le pseudonyme de Mary Burchell, publiés chez Mills & Boons, une activité plus lucrative. Grâce à ces rentrées d’argent, les sœurs mettent au point un plan pour aider des réfugiés juifs : elles se rendent sur le continent en avion le vendredi soir, peu chargées, puis reviennent en Angleterre le dimanche par voie ferroviaire et maritime, via les Pays-Bas, portant la fortune des réfugiés sur elles sous forme de fourrures, de montres ou de bijoux, puisqu’ils n’ont pas le droit de quitter l’Allemagne avec leurs économies. Une fois au Royaume-Uni, ces pièces sont alors revendues pour récupérer leur pactole et leur permettre de s’installer. Ida et Louise justifient ces voyages fréquents par leur amour pour l’opéra ; Clemens Krauss (mari d’Ursuleac) les assiste en leur fournissant des informations sur les dernières productions d’opéra en Allemagne. Elles s’affairent également à Londres pour faire inviter des réfugiés, et achètent un appartement à Dolphin Square pour les accueillir de façon transitoire. Le nombre exact de personnes qu’elles ont contribué à sauver est inconnu : il est établi qu’elles sont intervenues dans 29 cas, le dernier en août 1939, mais ces cas concernaient pour la plupart des familles plutôt que des individus isolés.
Durant la Seconde Guerre mondiale, Ida reste à Londres tandis que sa sœur et ses collègues sont délocalisés au Pays de Galles ; à la fin du conflit, elles se rendent à nouveau aux États-Unis, pour revoir leurs cantatrices préférées ainsi que certaines des personnes qu’elles ont aidées et qui ont entre-temps traversé l’Atlantique, comme la famille Mayer-Lismann. Elles s’impliquent dans le soutien aux populations déplacées par la guerre ; Ida écrit toujours, puis devient présidente de la Romantic Novelists’ Association en 1960.
Ida Cook meurt d’un cancer fin décembre 1986 ; sa sœur Louise d’une septicémie en mars 1991.

## Postérité
Les deux sœurs sont honorées par une blue plaque située à Sunderland, dans la rue de leur maison d’enfance.
D’après le New Yorker, un film serait en préparation sur leur vie, produit par Donald Rosenfeld et Andreas Roald.

## Distinctions
- 1965 : Juste parmi les nations
- 2010 : Héros britannique de l’Holocauste[6]

### Sous le nom de Mary Burchell

#### Œuvres
- Appelle... et je viendrai
- La Chanson cruelle
- Le Rideau bouge
- L'Écho d'une sérénade
- L'Auberge du rossignol
- Une mélodie s'élève
- L'Ange à l'aile brisée
- L'Enfant aux doigts légers
- Chante, mon cœur, chante
- L'Inaccessible Étoile
- Un amour sans partage
- Pour toujours dans ta vie
- Un amour sans regard
- La Eonde enchantée
- Fragile Harmonie
- Une maison perdue sur la lande
- Concerto pour un cœur
- Pour une seule voix...
- Ne me quitte pas

### Sous le nom de Ida Cook
- 1950 : We Followed our Stars
- 2008 : Safe Passage (réédition de We Followed our Stars)